# Was It Worth It?
«Was It Worth It?» (с англ. — «Стоило ли оно этого?») — песня британской поп-группы Pet Shop Boys, первый сингл группы, не попавший в верхнюю двадцатку британского музыкального чарта (достиг 24-го места).

## Концертная версия
На мировом турне «Nightlife Tour», проходившем в 1999—2000 гг., группа исполняла песню в акустическом варианте — под гитару.

## Список композиций

### CD (UK)
1. «Was It Worth It?» (4:22)
2. «Miserablism» (4:11)
3. «Was It Worth It?» (Dub) (5:15)
4. «Was It Worth It?» (12" Mix) (7:12)

### CD (US)
1. «Was It Worth It?» (4:22)
2. Was It Worth It? (12" Mix) (7:12)
3. Miserablism (Electro Mix) (5:35)
4. Music for Boys (Pt.3) (5:34)
5. Overture To Perfomance (6:15)

## Высшие позиции в чартах
| Страна         | Высшая позиция |
| -------------- | -------------- |
| Нидерланды     | 10             |
| Германия       | 19             |
| Швеция         | 23             |
| Великобритания | 24             |
| Ирландия       | 25             |